# Puchar Świata w Zapasach 2017 – styl wolny mężczyzn
Zawody Pucharu Świata w 2017 roku w stylu wolnym rozegrano w dniach 15–17 lutego w Kermanszah w Iranie w hali sportowej Imam Khomeini Sport Venue.

## Styl klasyczny

### Ostateczna kolejność drużynowa
| Poz. | Państwo           |
| ---- | ----------------- |
|      | Iran              |
|      | Stany Zjednoczone |
|      | Azerbejdżan       |
| 4.   | Turcja            |
| 5.   | Rosja             |
| 6.   | Mongolia          |
| 7.   | Gruzja            |
| 8.   | Indie             |

### Grupa A
| Grupa A              |
| -------------------- |
| 1. Stany Zjednoczone |
| 2. Azerbejdżan       |
| 3. Rosja             |
| 4. Gruzja            |

Wyniki:
- Rosja –  Azerbejdżan 4–4
- Rosja –  Stany Zjednoczone 2–6
- Rosja –  Gruzja 5–3
- Stany Zjednoczone –  Gruzja 7–1
- Stany Zjednoczone –  Azerbejdżan 4–4
- Azerbejdżan –  Gruzja 5–3

### Grupa B
| Grupa B     |
| ----------- |
| 1. Iran     |
| 2. Turcja   |
| 3. Mongolia |
| 4. Indie    |

Wyniki:
- Iran –  Turcja 8–0
- Iran –  Indie 8–0
- Iran –  Mongolia 7–1
- Indie –  Mongolia 1–7
- Mongolia –  Turcja 3–5
- Indie –  Turcja 1–7

### Finały
- 7–8  Indie –  Gruzja 1–7
- 5–6  Mongolia –  Rosja 1–7
- 3–4  Azerbejdżan –  Turcja 7–1
- 1–2  Iran –  Stany Zjednoczone 5–3

## Zawodnicy w poszczególnych kategoriach
| Waga   |                                           |                              |                                         | 4                         | 5                                             | 6                                             | 7                                              | 8                  |
| ------ | ----------------------------------------- | ---------------------------- | --------------------------------------- | ------------------------- | --------------------------------------------- | --------------------------------------------- | ---------------------------------------------- | ------------------ |
| 57 kg  | Junes Sarmasti Hasan Rahimi               | Tony Ramos                   | Giorgi Ediszeraszwili Mahir Əmiraslanov | Sezer Akgül               | Zelimchan Abakarow Artiom Giebiekow           | Sodnomdaszijn Batbold Dzandanbudyn Dzanbadzar | Otari Gogawa Beka Budżiaszwili                 | Amit Kumar         |
| 61 kg  | Behnam Ehsanpur Masud Esma’ilpur          | Logan Stieber                | Əli Rəhimzadə                           | Cengizhan Erdoğan         | Wiktor Rassadin Dżamał Otarsułtanow           | Enchsajchany Njam-Oczir Tulga Tumurochir      | Giorgi Rewaziszwili Szota Partenadze           | Harphool Gulia     |
| 65 kg  | Mejsam Nasiri Mohammadmahdi Jeganedżafari | Frank Molinaro               | Hacı Əliyev                             | Safa Aksoy                | Ałan Gogajew Czermien Walijew                 | Batczuluuny Batmagnaj                         | Iweriko Dżulakidze                             | Bajrang Kumar      |
| 70 kg  | Mostafa Hosejnchani Hamed Raszidi         | James Green                  | David Suynuçxanov                       | Yakup Gör                 | Alibiek Akbajew Magomiedchabib Kadimagomiedow | Gandzorigijn Mandachnaran                     | Konstantine Chabalaszwili Lewan Kelechsaszwili | Amit Kumar Dhankar |
| 74 kg  | Bahman Tejmuri Pejman Jarahmadi           | Jordan Burroughs             | Cəbrayıl Həsənov Murad Süleymanov       | İslam Kılıç               | Radik Walijew Acamaz Sanakojew                | Batczuluuny Anchbajar                         | Dżumber Kwelaszwili Iakob Makaraszwili         | Jitender           |
| 86 kg  | Alireza Karimi Hasan Jazdani              | David Taylor                 | Şərif Şərifov                           | Selim Yaşar Serdar Böke   | Achmied Magomajew Władisław Walijew           | Pürewdżawyn Önörbat                           | Dawit Marsagiszwili Dawit Chuciszwili          | Deepak Punia       |
| 97 kg  | Amir Mohammadi Hosejn Szahbazi            | Kyle Snyder                  | Asłanbiek Ałborow Nurmagomied Gadżyjew  | Faruk Akkoyun             | Jurij Biełonowski Rasuł Magomiedow            | Öldzijsajchany Batdzul                        | Zwiad Metreweli                                | Rubaljeet Singh    |
| 125 kg | Komejl Ghasemi Jadollah Mohebbi           | Nick Gwiazdowski Zachery Rey | Dżamaładdin Magomiedow                  | Salim Ercan Rıza Yıldırım | Władisław Bajcajew Muchamagazi Magomiedow     | Nacagsürengijn Dzolboo                        | Geno Petriaszwili                              | Krishan            |